# Kamienica przy ulicy Tadeusza Pawlikowskiego 4 w Krakowie
Kamienica przy ulicy Tadeusza Pawlikowskiego 4 – zabytkowa kamienica znajdująca się w Krakowie, w dzielnicy I przy ulicy Tadeusza Pawlikowskiego, na Piasku.
Kamienica została wzniesiona około 1938 roku według projektu architekta Ignacego Bierera.
Kamienica została wpisana do gminnej ewidencji zabytków. Znajduje się na obszarze Piasku, którego układ urbanistyczny został wpisany 15 października 2015 do rejestru zabytków.